# 法蘭西斯·F·陳
法蘭西斯·F·陳（英語：Francis F. Chen，1929年11月18日—），美国华裔科学家，等离子体物理学家。

## 生平
1929年生于中国广州，美国加州大学洛杉矶分校电子工程系退休教授，该校低温等离子体技术实验室成员。

## 著作
著有《Introduction to Plasma Physics and Controlled Fusion, Vol 1: Plasma Physics》一书。